# La Montagne dans la mer
La Montagne dans la mer (titre original : The Mountain in the Sea) est un roman de science-fiction écrit par Ray Nayler, paru en 2022 puis traduit en français et publié en 2024.
La Montagne dans la mer a obtenu le prix Locus du meilleur premier roman 2023.

## Éditions
- The Mountain in the Sea, MCD, 4 octobre 2022, 456 p.  (ISBN 978-0-374-60595-7)
- La Montagne dans la mer, Le Bélial', 26 septembre 2024, trad. Henry-Luc Planchat, 450 p.  (ISBN 978-2-38163-149-3)